# Walter Ferreri
Walter Ferreri (* 1948 in Buddusò) ist ein italienischer Astronom.
Heute arbeitet er am Osservatorio Astronomico di Torino und ist Mitglied in den Abteilungen „Division III Commission 20 Positions & Motions of Minor Planets, Comets & Satellites“ und „Division III Planetary Systems Sciences“ der IAU. Er ist unter anderem der Entdecker der Asteroiden Silvanominuto sowie (5022) Roccapalumba.
Der Asteroid (3308) Ferreri wurde wegen seiner Verdienste um die Astronomie ihm zu Ehren benannt.